# Pendine
Pendine (en galés: Pentywyn, "final de las dunas") es un pueblo y comunidad en Carmarthenshire, Gales. Situada en la costa norte de Carmarthen Bay y bordeada por las comunidades de Eglwyscummin y Llanddowror, su población según el censo de 2011 era de 346 habitantes.

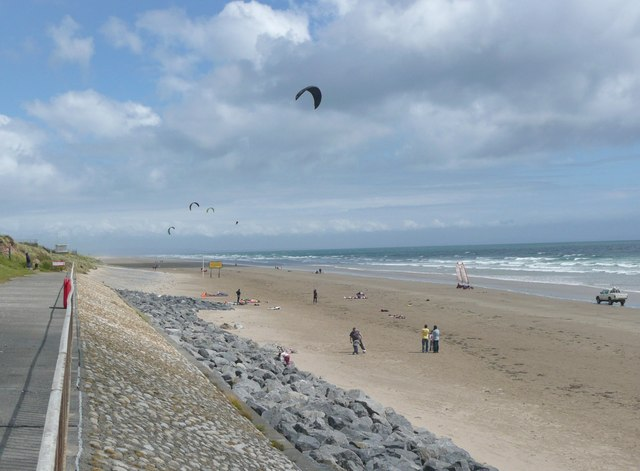
Pendine Sands (2008)

El pueblo presenta dos zonas bien diferenciadas: el antiguo asentamiento en la cima de una colina alrededor de la iglesia parroquial; y el pequeño asentamiento a la orilla de la bahía. Este último se convirtió en un pequeño centro de descanso junto a la costa durante el siglo XX. El centro turístico costero es más conocido como Pendine Sands, donde los pilotos Malcolm Campbell y J. G. Parry-Thomas establecieron cinco récords mundiales de velocidad entre 1924 y 1927. Parry-Thomas murió en un accidente mientras realizaba un último intento de romper el récord en Pendine Sands en 1927. El Museo de la Velocidad de Pendine exhibe durante los meses de verano el automóvil restaurado de Parry-Thomas, el Babs.

## Demografía
Según el censo británico de 2011, la población de la comunidad de Pendine era de 346 habitantes, con una disminución del 1,4% respecto a las 351 personas anotadas en el censo de 2001. La comunidad, que cubre un área de 409 ha, se encuentra unas pocas millas al sur del límite lingüístico conocido como Landsker line, y es predominantemente de habla inglesa. El censo de 2011 mostró que el 18.2% de la población podía hablar el idioma galés, un aumento del 13.9% desde 2001.

## La playa
El Club de Vela de Carmarthenshire Land tiene permiso para usar la playa para actividades relacionadas con vehículos impulsados por el viento, incluidos vehículos de vela y vehículos remolcados por cometas (como kite-buggy y kite landboarding).
Las pruebas de velocidad con automóviles en la playa estuvieron prohibidas entre 2005 y 2010, pero volvieron a ser autorizadas. Por ejemplo, el programa televisivo de la BBC Top Gear ha realizado dos pruebas sobre la arena de la playa.

## MOD Pendine
La unidad del Ministry of Defence británico (MOD) de Pendine es una instalación militar operada por la empresa de tecnología de defensa QinetiQ para realizar pruebas, evaluación y entrenamiento de armas. Ocupa una superficie de 20.5 km² que abarca 9 km del litoral,incluyendo un área de resguardo marítima de 18 km². La zona incluye tres pistas de prueba.
Parte de la playa está clasificada como zona de peligro terrestre, y en ocasiones se acordona cuando se están realizando pruebas militares.